# جيم كاليس
جيم كاليس (بالإنجليزية: Jim Callis)‏ هو صحفي أمريكي، ولد في 15 أكتوبر 1967 في فولز تشيرش في الولايات المتحدة.